# Helena (Arkansas)
Helena es la parte oriental de Helena-West Helena, una ciudad en el condado de Phillips, en el estado de Arkansas (Estados Unidos). Fue fundada en 1833 por Nicholas Rightor y lleva el nombre de la hija de Sylvanus Phillips. Este era uno de los primeros colonos del condado, y también le dio su nombre. Según el censo de 2000, esta parte de la población de la ciudad era 6323. Helena fue la sede del condado de Phillips hasta el 1 de enero de 2006, cuando fusionó su gobierno y los límites de la ciudad con la vecina West Helena.
Durante la guerra de Secesión, la batalla de Helena fue un encuentro mortal. Helena es el lugar de nacimiento de muchas personas notables, incluidos los afroamericanos prominentes y la exsenadora principal de los Estados Unidos de Arkansas, Blanche Lincoln. Desde Helena emite el programa de radio diario más antiguo de Estados Unidos, King Biscuit Time.
De 1906 a 1946, Helena fue un punto terminal en el antiguo Ferrocarril de Misuri y North Arkansas, que proporcionaba servicio de pasajeros y carga a Joplin. Tras la pérdida del servicio ferroviario a principios de 2015, la Autoridad Portuaria del Condado de Helena-West Helena/Phillips lanzó un esfuerzo exitoso para restaurar el servicio de carga. El servicio se restauró el 1 de octubre de 2015 y rápidamente se ganaron dos nuevos clientes de carga.

## Historia

### Batalla de Helena
En junio de 1863, el comandante confederado Theophilus Holmes trató de aliviar la presión de Vicksburg, Misisipi, atacando la ciudad de Helena, Arkansas, controlada por la Unión. Holmes planeó y ejecutó tres diferentes ataques fallidos en la ciudad. El ataque principal atravesó la Batería C, pero el Ejército de la Unión rechazó a los atacantes y selló la brecha. Los confederados se retiraron el 4 de julio de 1863. Hubo 1636 bajas confederadas y 205 bajas de la Unión.

### Fort Curtis
Fort Curtis fue construido en agosto de 1862 por soldados de la Unión y esclavos liberados en Helena. Durante el año siguiente, sirvió como puesto de mando para la Unión, ya que estaba ubicado en el centro del río Misisipi.
Fort Curtis no fue atacado directamente en la Batalla de Helena ya que la Confederación centró sus ataques en las baterías periféricas. Los confederados cargaron contra Fort Curtis en su último ataque, pero la artillería pesada en el interior impidió que el ataque llegara al fuerte.
Helena construyó una reproducción de Fort Curtis en 2012 que es gratuita para el público.

## Geografía
Helena se encuentra en34°31′34″N 90°36′5″O / 34.52611, -90.60139 (34.526223, −90.601377).
Según la Oficina del Censo de los Estados Unidos, Helena tenía un área total de 23 km², todo terreno.

## Demografía
En el censo de 2000, había 6323 personas, 2312 hogares y 1542 familias que residían en Helena. La densidad de población era de 274,3/km². Había 2710 unidades de vivienda en una densidad media de 117,6/km². La composición racial de Helena es 67,93% negra o afroamericana, 30,59% blanca, 0,13% nativa americana, 0,60% asiática, 0,17% de otras razas y 0,59% de dos o más razas. 0.73% de la población eran hispánicos o Latino de cualquier raza.
Había 2.312 hogares, de los cuales el 32,7% tenían hijos menores de 18 años que vivían con ellos, el 33,8% eran parejas casadas que vivían juntas, el 28,5% tenían una mujer como cabeza de familia sin marido presente y el 33,3% no eran familias. El 30,0% de todas las familias se componían de personas y el 13,4% había alguien que viven solas que fue de 65 años de edad o más. El tamaño del hogar promedio era de 2,62 y el tamaño de la familia promedio era de 3,28.
En Helena, la distribución por edad incluyó al 32,5% de la población menor de 18 años, el 10,0% de 18 a 24, el 22,1% de 25 a 44, el 20,0% de 45 a 64 y el 15,5% de 65 años o más.. La mediana de edad fue de 32 años. Por cada 100 mujeres, había 83,3 hombres. Por cada 100 mujeres mayores de 18 años, había 75,5 hombres.
La renta mediana para un hogar en Helena era 18 662 dólares, y la renta mediana para una familia era 21 534. Los hombres tenían unos ingresos medios de 27 203 dólares frente a los 17 250 de las mujeres. El ingreso per cápita de Helena es 13 028 dólares. Cerca de 38.4 % de familias y 41.4 % de la población estaban debajo de la línea de pobreza, de los cuales 54.9 % son menores de 18 años y 24.1 % son mayores de 65 años.

## Arte y cultura

### Blues
Robert Palmer señaló que a mediados de la década de 1930 Helena era "la capital del blues del Delta ". Entre los músicos que visitaban y actuaban regularmente en la zona en ese momento se encontraban Robert Johnson, Johnny Shines, Sonny Boy Williamson II, Robert Nighthawk, Howlin 'Wolf, Elmore James, David "Honeyboy" Edwards, Memphis Slim y Roosevelt Sykes.

### Edificios históricos
En Helena se conservan varios edificios históricos, como la Casa Sidney H. Horner y la Iglesia Bautista Centennial. El Edwardian Inn está ubicado en un terreno ocupado por las fuerzas de la Unión durante el asedio de Vicksburg en 1863, y está incluido en el Registro Nacional de Lugares Históricos.

## Educación
El Distrito Escolar Helena-West Helena opera escuelas en lo que era Helena.
Escuelas en la antigua West Helena.
- Escuela primaria JF Wahl[13]
- Academia STARS (Estudiantes que aprovechan los recursos académicos para el éxito) (escuela alternativa)[14]

Eliza Miller Junior High School y Central High School, las escuelas secundarias designadas, estaban en West Helena.
Helena anteriormente tenía una escuela primaria católica para niños negros, la escuela St. Cyprian; cerró en 1963.

## Gente notable
- Caroline Shawk Brooks, primera escultora estadounidense conocida en trabajar con mantequilla
- Red Holloway, saxofonista de jazz[18]
- Mary Lambert, directora de cine
- Blanche Lincoln, exsenadora estadounidense de Arkansas[19]
- Conway Twitty, cantante de country y actor en el Salón de la Fama de la Música Country[20]